# Patrick Reiter
Patrick Reiter (* 17. August 1972 in Schwarzach) ist ein ehemaliger österreichischer Judoka und gewann 1995 in Birmingham die Europameisterschaft in Judo. Insgesamt gewann er neun Europameisterschafts- und Weltmeisterschafts-Medaillen.

## Leben
Reiter begann seine sportliche Karriere beim Judo Team Sanjindo Bischofshofen und konnte im Nachwuchs einige Staatsmeistertitel und eine Jugendolympiamedaille erringen. 1990 wurde er bei den Juniorenweltmeisterschaften in Dijon Dritter. Seinen ersten großen Erfolg feierte er bei den Juniorenweltmeisterschaften in Buenos Aires, als er den Titel gewann. Vier Monate zuvor schien seine Karriere am seidenen Faden zu hängen, da er sich im linken Sprunggelenk alle Bander riss und sich einen Bruch des Knöchels zuzog. In den nächsten Jahren wurde er zum erfolgreichsten österreichischen Judoka seiner Periode. 1995 gewann er in Tokyo bei den Weltmeisterschaften die Bronzemedaille. Gleiches gelang ihm auch in Paris bei den Weltmeisterschaften. Im selben Jahr wurde er auch Europameister bis 78 kg. 1996 gewann er sechs Weltturniere und die Vorolympischen Spiele und galt deshalb als Medaillenkandidat bei den Olympischen Spielen in Atlanta. Eine Medaille bei den Spielen blieb jedoch, wie auch 2000 bei den Olympischen Spielen in Sydney, aus. Er Verlor seinen ersten Kampf durch Ippon.
Er gewann bei den Österreichischen Meisterschaften in der Allgemeinen Klasse in den Jahren 1993 bis 1995 und 2000.
Er war Zeitsoldat im HSZ Hochfilzen.

## Mannschaftsmeisterschaften
Mit seinem deutschen Klub TSV Abensberg gewann er drei Mal den European Club Cup (94, 96, 97). Außerdem stand er mit dem Sanjindo Bischofshofen im Europacupsemifinale in Paris.

## Erfolge (Auswahl)
- 1. Rang Militärweltmeisterschaften 2000 bis 81 kg
- 1. Rang Weltcup in Prag 2000 bis 81 kg
- 1. Rang Weltcup in Leonding 2000 bis 81 kg
- 1. Rang Militärweltmeisterschaften 1997 bis 81 kg
- 1. Rang Weltcup in Rom 1997 bis 81 kg
- 1. Rang Weltcup in Budapest 1997 bis 81 kg
- 1. Rang Weltcup in Leonding 1997 bis 81 kg
- 1. Rang Weltcup in Leonding 1996 bis 81 kg
- 1. Rang Weltcup in Budapest 1996 bis 81 kg
- 1. Rang Weltcup in Leonding 1993 bis 81 kg
- 1. Rang Europameisterschaft 1995 bis 78 kg
- 3. Rang Weltmeisterschaften 1995 in Makuhari bis 78 kg
- 3. Rang Weltmeisterschaften 1998 in Paris bis 81 kg
- 3. Rang Jigoro Kano Cup Tokio 1999 bis 81 kg